# Dydona wznosi Kartaginę
Dydona wznosi Kartaginę (Powstanie imperium kartagińskiego) – obraz olejny angielskiego malarza Williama Turnera z 1815 roku, znajdujący się w zbiorach National Gallery w Londynie.
Inspiracją dla powstania obrazu było dzieło Claude’a  Lorraina Port morski z zaokrętowaniem królowej Saby, które Turner mógł podziwiać w paryskim Luwrze. Po raz pierwszy obraz został zaprezentowany na letniej wystawie w Royal Academy w 1815 roku.

## Opis obrazu
Tematyka obrazu stanowi bezpośrednie odwołanie do zawartej w Eneidzie Wergiliusza legendy o założeniu Kartaginy: Dydona uciekła z Tyru z ciałem swojego małżonka Sycheusa i dotarła do brzegów Afryki Północnej, gdzie założyła nowe miasto. Grobowiec męża bohaterki został ukazany na prawym skraju płótna, otoczony majestatycznymi drzewami. Tuż za budowlą widoczny jest pień uschłego drzewa, jednak tuż obok rośnie już nowe, co stanowi symboliczny wyraz tego, że śmierć Sycheusa jest tak naprawdę początkiem narodzin nowego królestwa. Dydona przedstawiona została z lewej strony obrazu, gdy wydaje polecenia otaczającej ją świcie budowniczych wznoszących pierwsze budowle założonego właśnie miasta. Naprzeciw niej stoi Eneasz odziany w ciemny płaszcz i w hełm na głowie. Para głównych bohaterów została zaznaczona umieszczonymi ponad nimi w optycznej krzywiźnie masztami. Obok nich, na pierwszym planie, widać chłopców puszczających statki na wodzie – zapowiedź przyszłej potęgi morskiej Kartaginy. Chociaż obraz przedstawia narodziny nowego imperium, co dodatkowo podkreśla blask wschodzącego słońca na horyzoncie, w przedstawionej scenie daje się już wyczuć zapowiedź jego przyszłego upadku.
Sam Turner uważał obraz za swoje największe arcydzieło, odmawiając jego sprzedaży, a w sporządzonej w 1829 roku pierwszej wersji swojego testamentu nakazał, by po jego śmierci użyto go jako całunu. Ostatecznie zgodził się zapisać go w spadku londyńskiej National Gallery pod warunkiem, iż płótno wraz z drugim zachowanym przez niego obrazem pt. Upadek Kartaginy, będzie zawsze prezentowane po obu stronach podziwianego przez niego obrazu Lorraina.